# Мир на Землі
«Мир на Землі» (пол. Pokoj na Ziemi) — науково-фантастичний сатирико-філософський роман польського письменника Станіслава Лема. Продовження подорожей Йона Тихого, що вперше з'являється в циклі «Зоряні щоденники». В книзі Лем розвиває ідею некросфери (некроеволюції), розпочату в романі «Непереможний».

## Сюжет
Гонка озброєнь на Землі стає обтяжливою для всіх її учасників: зброя дорожчає, а дедалі більше людей відмовляються від участі у війнах. Це призводить до підписання нової Женевської конвенції: всі розробки озброєння переводяться на Місяць і тривають без втручання людей. Кожна країна має свій сектор, в якому протягом деякого часу штучний інтелект моделює озброєння, а потім виготовляє і випробовує його. Таким чином, застосування зброї і початок воєнних дій стає неможливим без попереднього повідомлення Місячного Агентства. Стає реальністю глобальний мир.
Незабаром з'являються сумніви в правильності цього рішення. Є чутки про заколот місячної автоматичної системи і її про можливе повстання проти Землі. Місячне Агентство приймає рішення провести рекогностування, яке, однак, провалюється: послані роботи «дистантники» не повертаються. Залишається єдиний варіант: відправити людину. Вибір падає на Йона Тихого.
Досліджуючи Місяць за допомогою дистантників, Йон виявляє сліди масових руйнувань, стикається з місцевими видами озброєнь, внаслідок чого втрачає одного за іншим всіх дистантників. Останній дистантник, здатний набувати вигляду будь-якого об'єкта, проникає всередину однієї з підземних баз і робить важливе відкриття: сектори різних країн, задумані як повністю ізольовані, змогли подолати розділові бар'єри і почали війну до повного знищення. Останнє, що запам'ятовує Йон — це дивного вигляду пил, що покриває поверхню Місяця. Наступні події, зокрема те, як він повернувся на корабель, стають для нього таємницею, оскільки невідомим способом над ним проводиться калотомія.
Внаслідок калотомії свідомість Йона поділяється на дві частини: власне Йон, від особи якого ведеться оповідь, який контролює ліву півкулю мозку, й Іон, що контролює праву півкулю (і відповідні їй кінцівки — ліві руку і ногу). Через цей розкол Йон не в змозі надати повний звіт про події на Місяці, оскільки частина спогадів про те, що трапилося, знаходиться в правій півкулі.
За допомоги свого друга, професора Тарантоги, Йон після повернення на Землю постійно намагається встановити контакт зі своїм альтер его, Іоном. Спочатку він робить це за допомогою мови жестів, а потім за допомогою азбуки Морзе. Весь цей час його відвідують представники різних партій і розвідок, які намагаються з'ясувати, чи справді він не пам'ятає, що сталося з ним, чи приховує якісь факти, виявлені на Місяці. В самому кінці оповідання двом особистостям Йона, нарешті, вдається встановити між собою зв'язок і відновити частину подій.
Виявляється, що після переривання контакту з останнім дистантником Йон, повернувшись у своє тіло на кораблі, отримав сигнал з Місяця від самостійно увімкненого дистантника, внаслідок чого скоїв непередбачене — спустився на Місяць у власному тілі і повернувся назад, ненавмисно принісши з собою на корабель і доправивши на Землю загадковий пил. Операція калотомії, що трапилася з ним на Місяці, призвела до втрати пам'яті про цю подію. Завдяки цьому місячний штучний інтелект виграв час між моментом потрапляння пилу на Землю і часом, коли про це стало відомо людству.

Подальші події показали, що пил, виявлений на Місяці, є фінальною стадією еволюції місячних озброєнь, яка перемогла в останньому військовому зіткненні між секторами. Як «механічний» аналог земних бактерій, він після потрапляння на Землю продовжує те, чим займався на Місяці: активно розмножується, веде боротьбу з усіма іншими видами озброєнь, знищує програмне забезпечення та високотехнологічні вироби. Разом з тим, оскільки на Місяці були відсутні живі противники, на Землі пил теж не зачіпає жодної живої істоти. Людство виявляється відкинутим на початок механістичної ери, водночас втрачаючи засоби до самознищення.

Власне, становище безпрецедентне. Як після отакої негласної атомної війни, під час якої полетіла вся інфраструктура. Промислова база, зв'язок, банки, автоматизація. Вціліли лише прості механізми, але жодної людини, жодної мухи не зачеплено. Втім, ні, напевно було безліч нещасних випадків, тільки через відсутність зв'язку ніхто до ладу нічого не знає. Адже і газети давно друкуються не за метóдою Гутенберга. Редакції теж ударив грець. Навіть не всі прилади в автомашинах діють.
Оригінальний текст (пол.)
Wlasciwie stan jest bez precedensu. Cos jak po takiej cichutkiej wojnie atomowej, w ktorej na rozkurz poszla cala infrastruktura. Baza przemyslowa, lacznosc, bankowosc, automatyzacja. Ocalaly tylko mechanizmy proste, ale zadnego czlowieka ani zadnej muchy nie ukrzywdzilo. Chociaz i tak nie jest. Musialo byc mnostwo wypadkow, tylko przez brak lacznosci nikt na razie nic o tym porzadnie nie wie. Przeciez i gazet od dawna nie drukuje sie podlug Gutenberga. Redakcje tez szlag trafil. Nawet nie wszystkie urzadzenia w autach dzialaja.
— С. Лем «Мир на Землі»

## Структура
У розділі 2-й Йон читає книгу «Dehumanization trend in weapon systems of the twenty first Century or upside-down evolution» («Тенденція до знелюджування в системах озброєнь двадцять першого століття, або Еволюція догори ногами»), наведений текст є майже повтором фрагменту твору Лема 1983 року з циклу «Бібліотека ХХІ століття».

## Видання і переклади роману
Роман уперше вийшов у перекладі шведською мовою під назвою «Fred på jorden» 1985 року у видавництві «Brombergs», потім у німецькому перекладі під назвою «Frieden auf Erden» у видавництві «Insel». І тільки 1987 року побачив світ польською у краківському видавництві «Wydawnictwo Literackie». Українською мовою вийшов у тернопільському видавництві «Навчальна книга — Богдан» 2018 року в перекладі Ю. Галайка та О. Герасима.